# Оскар (кинопремия, 2021)
93-я церемония вручения наград премии «Оскар» за заслуги в области кинематографа за 2020 год состоялась 25 апреля 2021 года. Номинанты в 23 категориях были представлены 15 марта 2021 года Ником Джонасом и Приянкой Чопрой. Трансляция церемонии в эфире ABC поставила антирекорд – в США её посмотрели лишь 10,4 млн человек, что является самым низким показателем за всю историю отслеживания рейтингов. В четвёртый раз в истории церемония прошла без ведущего (ранее — в 1989, 2019 и 2020 годах).
Лучшим фильмом стала кинокартина «Земля кочевников», также победившая в номинациях «Лучший режиссёр» (Хлоя Чжао) и «Лучшая женская роль» (Фрэнсис Макдорманд). Чжао стала второй женщиной, получившей награду в режиссёрской категории. Макдорманд стала четвёртой актрисой, удостоенной более двух премий «Оскар» в актёрских номинациях (ранее она одерживала победу в категории «Лучшая женская роль» за фильмы «Фарго» и «Три билборда на границе Эббинга, Миссури»), а также второй актрисой, получившей три награды в данной номинации (больше только у Кэтрин Хепбёрн – четыре). Также Макдорманд удостоена премии «Оскар» за «Лучший фильм» как продюсер кинокартины «Земля кочевников» и, соответственно, четвёртой награды.
В номинации «Лучшая мужская роль», после победы за «Молчание ягнят» в 1992 году, премию «Оскар» получил Энтони Хопкинс за роль больного деменцией отца в драме «Отец». Для многих людей эта победа стала неожиданностью, так как большинства других наград в этой категории за роль в фильме «Ма Рейни: Мать блюза» был удостоен Чедвик Боузман, который умер после продолжительной борьбы с раком незадолго до наградного сезона. При этом Боузман стал первым чернокожим актёром, номинированным на «Оскар» посмертно. Тем не менее, большое количество экспертов считает, что подобный исход в этой номинации был абсолютно справедливым. Своей победой в возрасте 83 лет Хопкинс превзошёл не только Генри Фонду как самый пожилой лауреат премии «Оскар» в категории «Лучшая мужская роль» (Фонда стал лауреатом в возрасте 76 лет в 1982 году за драму «На золотом озере»), но и Кристофера Пламмера – как самый пожилой лауреат в любой актёрской номинации награды Американской киноакадемии (Пламмер в возрасте 82 лет в 2011 году получил премию «Оскар» за лучшую мужскую роль второго плана в фильме «Начинающие»).
Корейская актриса Юн Ёджон была удостоена награды в номинации «Лучшая женская роль второго плана» за драму «Минари». Также в числе номинантов в этой категории была Гленн Клоуз, для которой эта номинация была уже восьмой, но без победы. Примечательно, что за роль в фильме «Элегия Хиллбилли» Клоуз была номинирована не только на премию «Оскар», но и на «Золотую малину» как худшая актриса второго плана, что стало третьим подобным случаем в истории этих наград. Со своей восьмой номинацией Гленн Клоуз разделяет с Питером О'Тулом первенство по количеству номинаций на премию «Оскар» за актёрскую работу, но без победы.

## Список лауреатов и номинантов
Количество наград/номинаций:
- 3/6: «Земля кочевников»
- 2/10: «Манк»
- 2/6: «Отец», «Иуда и чёрный мессия», «Звук металла»
- 2/5: «Ма Рейни: Мать блюза»
- 2/3: «Душа»
- 1/6: «Минари»
- 1/5: «Девушка, подающая надежды»
- 1/2: «Ещё по одной», «Довод»
- 0/6: «Суд над чикагской семёркой»
- 0/4: «Новости со всего света»
- 0/3: «Одна ночь в Майами»
- 0/2: «Борат 2», «Элегия Хиллбилли», «Коллектив», «Эмма», «Мулан», «Пиноккио»

 • Лауреаты выделены отдельным цветом. 

### Основные категории
| Категории                                                              | Лауреаты и номинанты | Лауреаты и номинанты                                                                                |                                                                  |
| ---------------------------------------------------------------------- | --- | --------------------------------------------------------------------------------------------------- | ---------------------------------------------------------------- |
| Лучший фильм Награды вручала Рита Морено                               | • Земля кочевников (продюсеры: Фрэнсис Макдорманд, Питер Спирс, Молли Эшер, Дэн Джанви и Хлоя Чжао) | • Земля кочевников (продюсеры: Фрэнсис Макдорманд, Питер Спирс, Молли Эшер, Дэн Джанви и Хлоя Чжао) |                                                                  |
| Лучший фильм Награды вручала Рита Морено                               | • Отец (продюсеры: Дэвид Парфитт, Жан-Луи Ливи и Филипп Каркассон) | |                                                                  |
| Лучший фильм Награды вручала Рита Морено                               | • Иуда и чёрный мессия (продюсеры: Шака Кинг, Чарльз Д. Кинг и Райан Куглер) | |                                                                  |
| Лучший фильм Награды вручала Рита Морено                               | • Манк (продюсеры: Сиан Чаффин, Эрик Рот и Дуглас Урбански) | |                                                                  |
| Лучший фильм Награды вручала Рита Морено                               | • Минари (продюсер: Кристина О) | |                                                                  |
| Лучший фильм Награды вручала Рита Морено                               | • Девушка, подающая надежды (продюсеры: Бен Браунинг, Эшли Фокс, Эмеральд Феннел и Джози Макнамара) | |                                                                  |
| Лучший фильм Награды вручала Рита Морено                               | • Звук металла (продюсеры: Берт Хамелиник и Саша Бен Харрош) | |                                                                  |
| Лучший фильм Награды вручала Рита Морено                               | • Суд над чикагской семёркой (продюсеры: Марк Платт и Стюарт Бессер) | |                                                                  |
| Лучшая режиссёрская работа Награду вручали Пон Чжун Хо и Шэрон Чой     | | • Хлоя Чжао — «Земля кочевников»                                                                    |                                                                  |
| Лучшая режиссёрская работа Награду вручали Пон Чжун Хо и Шэрон Чой     | • Ли Айзек Чун — «Минари» | |                                                                  |
| Лучшая режиссёрская работа Награду вручали Пон Чжун Хо и Шэрон Чой     | • Эмеральд Феннел — «Девушка, подающая надежды» | |                                                                  |
| Лучшая режиссёрская работа Награду вручали Пон Чжун Хо и Шэрон Чой     | • Дэвид Финчер — «Манк» | |                                                                  |
| Лучшая режиссёрская работа Награду вручали Пон Чжун Хо и Шэрон Чой     | • Томас Винтерберг — «Ещё по одной» | |                                                                  |
| Лучший актёр Награду вручал Хоакин Феникс                              | | • Энтони Хопкинс — «Отец» (за роль Энтони)                                                          |                                                                  |
| Лучший актёр Награду вручал Хоакин Феникс                              | • Риз Ахмед — «Звук металла» (за роль Рубена Стоуна) | |                                                                  |
| Лучший актёр Награду вручал Хоакин Феникс                              | • Чедвик Боузман (посмертно) — «Ма Рейни: Мать блюза» (за роль Леви Грина) | |                                                                  |
| Лучший актёр Награду вручал Хоакин Феникс                              | • Гэри Олдмен — «Манк» (за роль Герман Дж. Манкевич) | |                                                                  |
| Лучший актёр Награду вручал Хоакин Феникс                              | • Стивен Ян — «Минари» (за роль Джейкоба Ли) | |                                                                  |
| Лучшая актриса Награду вручала Рене Зеллвегер                          | | • Фрэнсис Макдорманд — «Земля кочевников» (за роль Ферн)                                            |                                                                  |
| Лучшая актриса Награду вручала Рене Зеллвегер                          | • Виола Дэвис — «Ма Рейни: Мать блюза» (за роль Ма Рейни) | |                                                                  |
| Лучшая актриса Награду вручала Рене Зеллвегер                          | • Андра Дей — «Соединённые Штаты против Билли Холидей» (за роль Билли Холидей) | |                                                                  |
| Лучшая актриса Награду вручала Рене Зеллвегер                          | • Ванесса Кирби — «Фрагменты женщины» (за роль Марты Вайсс) | |                                                                  |
| Лучшая актриса Награду вручала Рене Зеллвегер                          | • Кэри Маллиган — «Девушка, подающая надежды» (за роль Кассандры «Кэсси» Томас) | |                                                                  |
| Лучший актёр второго плана Награду вручала Лора Дерн                   | | • Дэниел Калуя — «Иуда и чёрный мессия» (за роль Фреда Хэмптона)                                    | • Дэниел Калуя — «Иуда и чёрный мессия» (за роль Фреда Хэмптона) |
| Лучший актёр второго плана Награду вручала Лора Дерн                   | • Саша Барон Коэн — «Суд над чикагской семёркой» (за роль Эбби Хоффмана) | |                                                                  |
| Лучший актёр второго плана Награду вручала Лора Дерн                   | • Лесли Одом-мл. — «Одна ночь в Майами» (за роль Сэма Кука) | |                                                                  |
| Лучший актёр второго плана Награду вручала Лора Дерн                   | • Пол Рейси — «Звук металла» (за роль Джо) | |                                                                  |
| Лучший актёр второго плана Награду вручала Лора Дерн                   | • Лакит Стэнфилд — «Иуда и чёрный мессия» (за роль Уильяма «Билла» О’Нила) | |                                                                  |
| Лучшая актриса второго плана Награду вручал Брэд Питт                  | | • Юн Ёджон — «Минари» (за роль Сун-джа)                                                             | • Юн Ёджон — «Минари» (за роль Сун-джа)                          |
| Лучшая актриса второго плана Награду вручал Брэд Питт                  | • Мария Бакалова — «Борат 2» (за роль Тутар Сагдиевой) | |                                                                  |
| Лучшая актриса второго плана Награду вручал Брэд Питт                  | • Гленн Клоуз — «Элегия Хиллбилли» (за роль Бонни «Мамы» Ванс) | |                                                                  |
| Лучшая актриса второго плана Награду вручал Брэд Питт                  | • Оливия Колман — «Отец» (за роль Энн) | |                                                                  |
| Лучшая актриса второго плана Награду вручал Брэд Питт                  | • Аманда Сайфред — «Манк» (за роль Мэрион Дэвис) | |                                                                  |
| Лучший оригинальный сценарий Награду вручала Реджина Кинг              | | • Эмеральд Феннел — «Девушка, подающая надежды»                                                     | • Эмеральд Феннел — «Девушка, подающая надежды»                  |
| Лучший оригинальный сценарий Награду вручала Реджина Кинг              | • Уилл Берсон, Шака Кинг, Кит Лукас и Кенни Лукас — «Иуда и чёрный мессия» | |                                                                  |
| Лучший оригинальный сценарий Награду вручала Реджина Кинг              | • Ли Айзек Чун — «Минари» | |                                                                  |
| Лучший оригинальный сценарий Награду вручала Реджина Кинг              | • Дариус Мардер, Абрахам Мардер и Дерек Сиенфрэнс — «Звук металла» | |                                                                  |
| Лучший оригинальный сценарий Награду вручала Реджина Кинг              | • Аарон Соркин — «Суд над чикагской семёркой» | |                                                                  |
| Лучший адаптированный сценарий Награды вручала Реджина Кинг            | | • Кристофер Хэмптон и Флориан Зеллер — «Отец» (по пьесе Зеллера)                                    | • Кристофер Хэмптон и Флориан Зеллер — «Отец» (по пьесе Зеллера) |
| Лучший адаптированный сценарий Награды вручала Реджина Кинг            | • Саша Барон Коэн, Энтони Хайнс, Дэн Свимер, Питер Бейнхэм, Эрика Равинойя, Дэн Мэйзер, Джена Фридман, Ли Керн и Нина Педрад — «Борат 2» (основан на персонаже Бората Сагдиева, созданном Бароном Коэном) | |                                                                  |
| Лучший адаптированный сценарий Награды вручала Реджина Кинг            | • Хлоя Чжао — «Земля кочевников» (по книге Джессики Брудер) | |                                                                  |
| Лучший адаптированный сценарий Награды вручала Реджина Кинг            | • Кемп Пауэрс — «Одна ночь в Майами» (на основе его пьесы) | |                                                                  |
| Лучший адаптированный сценарий Награды вручала Реджина Кинг            | • Рамин Бахрани — «Белый тигр» (по роману Аравинда Адига) | |                                                                  |
| Лучший анимационный полнометражный фильм Награды вручала Риз Уизерспун | • Душа / Soul (Пит Доктер и Дана Мюррей) | • Душа / Soul (Пит Доктер и Дана Мюррей)                                                            |                                                                  |
| Лучший анимационный полнометражный фильм Награды вручала Риз Уизерспун | • Вперёд / Onward (Дэн Скэнлон и Кори Рэй) | |                                                                  |
| Лучший анимационный полнометражный фильм Награды вручала Риз Уизерспун | • Путешествие на Луну / Over the Moon (Глен Кин, Дженни Рим и Пейлин Чоу) | |                                                                  |
| Лучший анимационный полнометражный фильм Награды вручала Риз Уизерспун | • Барашек Шон: Фермагеддон / A Shaun the Sheep Movie: Farmageddon (Ричард Филан, Уилл Бечер и Пол Кьюли)                                                                                                  | |                                                                  |
| Лучший анимационный полнометражный фильм Награды вручала Риз Уизерспун | • Легенда о волках / Wolfwalkers (Томм Мур, Росс Стюарт, Пол Янг и Стефан Роэлантс) | |                                                                  |
| Лучший иностранный художественный фильм Награду вручала Лора Дерн      | • Ещё по одной / Druk (Дания), реж. Томас Винтерберг | • Ещё по одной / Druk (Дания), реж. Томас Винтерберг                                                |                                                                  |
| Лучший иностранный художественный фильм Награду вручала Лора Дерн      | • Лучшая пора / 少年的你 (Гонконг), реж. Дерек Цан | |                                                                  |
| Лучший иностранный художественный фильм Награду вручала Лора Дерн      | • Коллектив / Colectiv (Румыния), реж. Александр Нанэу | |                                                                  |
| Лучший иностранный художественный фильм Награду вручала Лора Дерн      | • Человек, который продал свою кожу / الرجل الذي باع ظهره (Тунис), реж. Каутер Бен Ханья | |                                                                  |
| Лучший иностранный художественный фильм Награду вручала Лора Дерн      | • Куда ты идёшь, Аида? / Quo Vadis, Aida? (Босния и Герцеговина), реж. Ясмила Жбанич | |                                                                  |

### Другие категории
| Категории                                                                                | Лауреаты и номинанты | Лауреаты и номинанты                                                                            | Лауреаты и номинанты |
| ---------------------------------------------------------------------------------------- | --- | ----------------------------------------------------------------------------------------------- | -------------------- |
| Лучшая музыка к фильму Награды вручала Зендея                                            | • Трент Резнор, Аттикус Росс и Джо Батист — «Душа»                                                                             | • Трент Резнор, Аттикус Росс и Джо Батист — «Душа»                                              |                      |
| Лучшая музыка к фильму Награды вручала Зендея                                            | • Теренс Бланшар — «Пятеро одной крови»                                                                                        |                                                                                                 |                      |
| Лучшая музыка к фильму Награды вручала Зендея                                            | • Трент Резнор и Аттикус Росс — «Манк»                                                                                         |                                                                                                 |                      |
| Лучшая музыка к фильму Награды вручала Зендея                                            | • Эмиль Моссери — «Минари» |                                                                                                 |                      |
| Лучшая музыка к фильму Награды вручала Зендея                                            | • Джеймс Ньютон Ховард — «Новости со всего света»                                                                              |                                                                                                 |                      |
| Лучшая песня к фильму Награды вручала Зендея                                             | • Fight for You — «Иуда и чёрный мессия» — музыка: H.E.R. и D’Mile, слова: H.E.R. и Тиара Томас                                | • Fight for You — «Иуда и чёрный мессия» — музыка: H.E.R. и D’Mile, слова: H.E.R. и Тиара Томас |                      |
| Лучшая песня к фильму Награды вручала Зендея                                             | • Hear My Voice — «Суд над чикагской семёркой» — музыка: Дэниел Пембертон, слова: Дэниел Пембертон и Селеста Уэйт              |                                                                                                 |                      |
| Лучшая песня к фильму Награды вручала Зендея                                             | • Husavik (My Hometown) — «Евровидение: История огненной саги» — музыка и слова: Саван Котеча, Fat Max Gsus и Рикард Йоранссон |                                                                                                 |                      |
| Лучшая песня к фильму Награды вручала Зендея                                             | • Io sì (Seen) — «Вся жизнь впереди» — музыка: Дайан Уоррен, слова: Дайан Уоррен и Лаура Паузини                               |                                                                                                 |                      |
| Лучшая песня к фильму Награды вручала Зендея                                             | • Speak Now — «Одна ночь в Майами» — музыка и слова: Лесли Одом-мл. и Сэм Эшворт                                               |                                                                                                 |                      |
| Лучший монтаж Награду вручал Харрисон Форд                                               | • Миккель Э. Г. Нильсен — «Звук металла»                                                                                       | • Миккель Э. Г. Нильсен — «Звук металла»                                                        |                      |
| Лучший монтаж Награду вручал Харрисон Форд                                               | • Йоргос Лампринос — «Отец» |                                                                                                 |                      |
| Лучший монтаж Награду вручал Харрисон Форд                                               | • Хлоя Чжао — «Земля кочевников»                                                                                               |                                                                                                 |                      |
| Лучший монтаж Награду вручал Харрисон Форд                                               | • Фредерик Тораваль — «Девушка, подающая надежды»                                                                              |                                                                                                 |                      |
| Лучший монтаж Награду вручал Харрисон Форд                                               | • Алан Баумгартен — «Суд над чикагской семёркой»                                                                               |                                                                                                 |                      |
| Лучшая операторская работа Награду вручала Хэлли Бэрри                                   | • Эрик Мессершмидт — «Манк» | • Эрик Мессершмидт — «Манк»                                                                     |                      |
| Лучшая операторская работа Награду вручала Хэлли Бэрри                                   | • Шон Боббитт — «Иуда и чёрный мессия»                                                                                         |                                                                                                 |                      |
| Лучшая операторская работа Награду вручала Хэлли Бэрри                                   | • Джошуа Джеймс Ричардс — «Земля кочевников»                                                                                   |                                                                                                 |                      |
| Лучшая операторская работа Награду вручала Хэлли Бэрри                                   | • Дариуш Вольски — «Новости со всего света»                                                                                    |                                                                                                 |                      |
| Лучшая операторская работа Награду вручала Хэлли Бэрри                                   | • Фидон Папамайкл — «Суд над чикагской семёркой»                                                                               |                                                                                                 |                      |
| Лучшая работа художника Награды вручала Хэлли Бэрри                                      | • Дональд Грэм Бёрт (постановщик), Джен Паскаль (декоратор) — «Манк»                                                           | • Дональд Грэм Бёрт (постановщик), Джен Паскаль (декоратор) — «Манк»                            |                      |
| Лучшая работа художника Награды вручала Хэлли Бэрри                                      | • Питер Фрэнсис (постановщик), Кэти Фэзерстоун (декоратор) — «Отец»                                                            |                                                                                                 |                      |
| Лучшая работа художника Награды вручала Хэлли Бэрри                                      | • Марк Рикер (постановщик), Карен О’Хара и Диана Сроутон (декораторы) — «Ма Рейни: Мать блюза»                                 |                                                                                                 |                      |
| Лучшая работа художника Награды вручала Хэлли Бэрри                                      | • Дэвид Крэнк (постановщик), Элизабет Кинан (декоратор) — «Новости со всего света»                                             |                                                                                                 |                      |
| Лучшая работа художника Награды вручала Хэлли Бэрри                                      | • Нейтан Кроули (постановщик), Кэти Лукас (декоратор) — «Довод»                                                                |                                                                                                 |                      |
| Лучший дизайн костюмов Награду вручал Дон Чидл                                           | • Энн Рот — «Ма Рейни: Мать блюза»                                                                                             | • Энн Рот — «Ма Рейни: Мать блюза»                                                              |                      |
| Лучший дизайн костюмов Награду вручал Дон Чидл                                           | • Александра Бирн — «Эмма» |                                                                                                 |                      |
| Лучший дизайн костюмов Награду вручал Дон Чидл                                           | • Триш Саммервиль — «Манк» |                                                                                                 |                      |
| Лучший дизайн костюмов Награду вручал Дон Чидл                                           | • Бина Дайгелер — «Мулан» |                                                                                                 |                      |
| Лучший дизайн костюмов Награду вручал Дон Чидл                                           | • Массимо Кантини Паррини — «Пиноккио»                                                                                         |                                                                                                 |                      |
| Лучший звук Награды вручал Риз Ахмед                                                     | • Николас Беккер, Хайме Бакшт, Мишель Куттоленк, Карлос Кортес и Филип Блад — «Звук металла»                                   | • Николас Беккер, Хайме Бакшт, Мишель Куттоленк, Карлос Кортес и Филип Блад — «Звук металла»    |                      |
| Лучший звук Награды вручал Риз Ахмед                                                     | • Уоррен Шоу, Майкл Минклер, Бо Бордерс и Дэвид Уаймен — «Грейхаунд»                                                           |                                                                                                 |                      |
| Лучший звук Награды вручал Риз Ахмед                                                     | • Рен Клайс, Джереми Молод, Дэвид Паркер, Нейтан Нэнс и Дрю Кунин — «Манк»                                                     |                                                                                                 |                      |
| Лучший звук Награды вручал Риз Ахмед                                                     | • Оливер Тарни, Майк Прествуд Смит, Уильям Миллер и Джон Притчетт — «Новости со всего света»                                   |                                                                                                 |                      |
| Лучший звук Награды вручал Риз Ахмед                                                     | • Рен Клайс, Койя Эллиот и Дэвид Паркер — «Душа»                                                                               |                                                                                                 |                      |
| Лучшие визуальные эффекты Награды вручал Стивен Ён                                       | • Эндрю Джексон, Дэвид Ли, Эндрю Локли и Скотт Фишер — «Довод»                                                                 | • Эндрю Джексон, Дэвид Ли, Эндрю Локли и Скотт Фишер — «Довод»                                  |                      |
| Лучшие визуальные эффекты Награды вручал Стивен Ён                                       | • Мэтт Слоун, Женевьев Камэльери, Мэтт Эверитт и Брайан Кокс — «Любовь и монстры»                                              |                                                                                                 |                      |
| Лучшие визуальные эффекты Награды вручал Стивен Ён                                       | • Мэттью Касмир, Кристофер Лоурен, Макс Соломон и Дэвид Уоткинс — «Полночное небо»                                             |                                                                                                 |                      |
| Лучшие визуальные эффекты Награды вручал Стивен Ён                                       | • Шон Фейден, Андерс Лэнглэндс, Сет Мори и Стивен Инграм — «Мулан»                                                             |                                                                                                 |                      |
| Лучшие визуальные эффекты Награды вручал Стивен Ён                                       | • Ник Дэвис, Грег Фишер, Бен Джонс и Сантьяго Коломо Мартинес — «Айван, единственный и неповторимый»                           |                                                                                                 |                      |
| Лучший грим и причёски Награды вручал Дон Чидл                                           | • Серджио Лопез-Ривера, Миа Нил и Джамика Уилсон — «Ма Рейни: Мать блюза»                                                      | • Серджио Лопез-Ривера, Миа Нил и Джамика Уилсон — «Ма Рейни: Мать блюза»                       |                      |
| Лучший грим и причёски Награды вручал Дон Чидл                                           | • Марез Ланган, Лора Аллен и Клаудия Штольц — «Эмма»                                                                           |                                                                                                 |                      |
| Лучший грим и причёски Награды вручал Дон Чидл                                           | • Эрин Крюгер Мекаш, Патриша Дехейни и Мэттью Мангл — «Элегия Хиллбилли»                                                       |                                                                                                 |                      |
| Лучший грим и причёски Награды вручал Дон Чидл                                           | • Кимберли Спитери и Джиджи Уильямс — «Манк»                                                                                   |                                                                                                 |                      |
| Лучший грим и причёски Награды вручал Дон Чидл                                           | • Далия Колли, Марк Кулир и Франческо Пегоретти — «Пиноккио»                                                                   |                                                                                                 |                      |
| Лучший анимационный короткометражный фильм Награды вручала Риз Уизерспун                 | • Уилл МакКормак и Майкл Говье — «Если что-то случится, я люблю вас»                                                           | • Уилл МакКормак и Майкл Говье — «Если что-то случится, я люблю вас»                            |                      |
| Лучший анимационный короткометражный фильм Награды вручала Риз Уизерспун                 | • Мадлен Шарафьян и Майкл Капбарат — «Нора»                                                                                    |                                                                                                 |                      |
| Лучший анимационный короткометражный фильм Награды вручала Риз Уизерспун                 | • Адриен Меригео и Амори Овиз — «Гений места»                                                                                  |                                                                                                 |                      |
| Лучший анимационный короткометражный фильм Награды вручала Риз Уизерспун                 | • Эрик О — «Опера» |                                                                                                 |                      |
| Лучший анимационный короткометражный фильм Награды вручала Риз Уизерспун                 | • Гисли Дарри Халльдорссон и Арнар Гуннарссон — «Люди-да»                                                                      |                                                                                                 |                      |
| Лучший документальный полнометражный фильм Награды вручали Марли Мэтлин и Джек Джейсон   | • Пиппа Эрлих, Джеймс Рид и Крейг Фостер — «Мой учитель — осьминог»                                                            | • Пиппа Эрлих, Джеймс Рид и Крейг Фостер — «Мой учитель — осьминог»                             |                      |
| Лучший документальный полнометражный фильм Награды вручали Марли Мэтлин и Джек Джейсон   | • Александр Нанау и Бьянка Оана — «Коллектив»                                                                                  |                                                                                                 |                      |
| Лучший документальный полнометражный фильм Награды вручали Марли Мэтлин и Джек Джейсон   | • Николь Ньюнэм, Джим Лебрехт и Сара Болдер — «Лагерь калек»                                                                   |                                                                                                 |                      |
| Лучший документальный полнометражный фильм Награды вручали Марли Мэтлин и Джек Джейсон   | • Майте Альберди и Марсела Сантибаньес — «Агент-крот»                                                                          |                                                                                                 |                      |
| Лучший документальный полнометражный фильм Награды вручали Марли Мэтлин и Джек Джейсон   | • Гаррет Брэдли, Лорен Домино и Келлен Куинн — «Время»                                                                         |                                                                                                 |                      |
| Лучший документальный короткометражный фильм Награды вручали Марли Мэтлин и Джек Джейсон | • Энтони Джаккино и Элис Доярд — «Колетт»                                                                                      | • Энтони Джаккино и Элис Доярд — «Колетт»                                                       |                      |
| Лучший документальный короткометражный фильм Награды вручали Марли Мэтлин и Джек Джейсон | • Бен Праудфут и Крис Бауэрс — «Концерт — импровизация»                                                                        |                                                                                                 |                      |
| Лучший документальный короткометражный фильм Награды вручали Марли Мэтлин и Джек Джейсон | • Андерс Хаммер и Шарлотта Кук — «Do Not Split»                                                                                |                                                                                                 |                      |
| Лучший документальный короткометражный фильм Награды вручали Марли Мэтлин и Джек Джейсон | • Скай Фицджеральд и Майкл Шуерман — «Отделение голода»                                                                        |                                                                                                 |                      |
| Лучший документальный короткометражный фильм Награды вручали Марли Мэтлин и Джек Джейсон | • София Нахали Эллисон и Дженис Дункан — «О Латаше с любовью»                                                                  |                                                                                                 |                      |
| Лучший игровой короткометражный фильм Награды вручал Риз Ахмед                           | • Трэвон Фри и Мартин Десмонд Роу — «Два далёких незнакомца»                                                                   | • Трэвон Фри и Мартин Десмонд Роу — «Два далёких незнакомца»                                    |                      |
| Лучший игровой короткометражный фильм Награды вручал Риз Ахмед                           | • Дуг Роланд и Сьюзан Рузенски — «На ощупь»                                                                                    |                                                                                                 |                      |
| Лучший игровой короткометражный фильм Награды вручал Риз Ахмед                           | • Эльвира Линд и София Сондерван — «Комната писем»                                                                             |                                                                                                 |                      |
| Лучший игровой короткометражный фильм Награды вручал Риз Ахмед                           | • Фарах Набулси — «Подарок» |                                                                                                 |                      |
| Лучший игровой короткометражный фильм Награды вручал Риз Ахмед                           | • Томер Шушан и Шира Хокман — «Белый глаз»                                                                                     |                                                                                                 |                      |

## Изменения в регламенте премии
Американская академия кинематографических искусств и наук объявила о переносе 93-й церемонии вручения премии «Оскар» из-за пандемии коронавируса. Церемония была первоначально назначена на 28 февраля 2021 года, но впоследствии перенесена на 25 апреля 2021 года. Номинанты были объявлены 15 марта 2021 года.
Из-за пандемии коронавируса фильмы, вышедшие на потоковых сервисах, впервые за всю историю премии могли номинироваться на премию при условии, что изначально планировался их показ в кинотеатрах. Академия включила в перечень кинотеатров, показ в которых позволяет фильму номинироваться, кинотеатры за пределами округа Лос-Анджелес, а именно кинотеатры Нью-Йорка, область залива Сан-Франциско, Чикаго, Майами и Атланты.
Номинации за «Лучший звук» и «Лучший звуковой монтаж» были объединены в одну номинацию — «Лучший звук», тем самым количество номинаций уменьшилось с 24 до 23. Предварительное голосование за «Лучший иностранный художественный фильм» впервые открылось для всех участников голосования на потоковом сайте Академии. Поменялись правила отбора претендентов в номинации «Лучшая музыка к фильму»: теперь в фильме должно быть как минимум 60 % оригинальной музыки, а во франшизах и сиквелах должно быть как минимум 80 % новой музыки.